# Title (ЕП)
Title је дебитантски ЕП америчке кантауторке Меган Трејнор. Објављен је у продукцији Епик рекордса (енгл. Epic Records) 9. септембра 2014. године. На музичкој плаформи Ајтјунс (енгл. iTunes), замењен је њеним дебитантским студијским албумом значајне издавачке куће под истим именом. Текст ЕП-а су писали Трејнор и Кевин Кадиш, који је био и продуцент
ЕП има звук ретро стила, а песме на њему, надахнуте ду-вопом из 1950-их, налазе се на граници између савременог ритма и блуза и мелодичног попа. Његова лирска композиција разматра женскост 21. века. Title је продуцирао два сингла All About That Bass, издат 30. јуна 2014, и Dear Future Husband, издат 17. марта 2015. године.